# Hyperloop Transportation Technologies
Hyperloop Transportation Technologies (HTT) ist ein US-amerikanisches Unternehmen, das an der Entwicklung und Umsetzung eines Hyperloop-Konzepts arbeitet, wie es ähnlich im August 2013 von Elon Musk in einem White Paper vorgestellt wurde.
HTT, das sich wesentlich durch Crowdsourcing definiert, steht weder unter seiner Leitung noch befindet es sich in seinem Besitz. Auch weicht das Konzept bezüglich der Schwebetechnologie ab: Während Musk Luftkissen vorsah, will HTT das passive Inductrack verwenden.
Die öffentlich sichtbaren Aktivitäten der Firma beschränken sich auf die Selbstdarstellung und Anbahnung von Projektstudien zusammen mit Städten und Staaten. Es ist eine 5 km lange Strecke in Abu Dhabi in Planung.